# Jezero Krokų Lanka
Jezero Krokų Lanka nebo jen Krokų Lanka (litevsky ežeras Krokų Lanka nebo Krokų Lankos ežeras, německy Krakerorther Lank) je jezero/laguna v povodí řeky Němen na pobřeží Kurského zálivu Baltského moře. Nachází se mezi vesnicemi Minija, Rūgaliai a Šyšgiriai v Kintai seniūniji v okrese Šilutė v Klaipėdském kraji v Litvě.

## Další informace
Jezero Krokų Lanka je jediné jezero mořského původu v Litvě. Má délku 4,1 km, největší šířku 3,3 km, nachází se v nadmořské výšce -0,2 m a jeho maximální hloubka je 2,5 m. Břehy jezera jsou nízké, písčité a místy bažinaté. Pro lodní dopravu je jezero spojeno úzkým potokem/zálivem Purvalankis s řekou Minija a širokým zálivem Didbale s řekou Atmata (rameno řeky Němen). Jezero je součástí přírodní rezervace Krokų Lanka a Regionálního parku Delta Němenu. Platí zde celoroční zákaz rybolovu. Jezero se vyznačuje bohatou populací hnízdících i migrujících ptáků. Ve východní části jezera se nachází naučná stezka Tulkiaragė s vyhlídkou a v západní části je malá dřevěná rozhledna Krokų lanka. K místu se také vážou dvě legendy o vzniku jezera na louce.

## Galerie

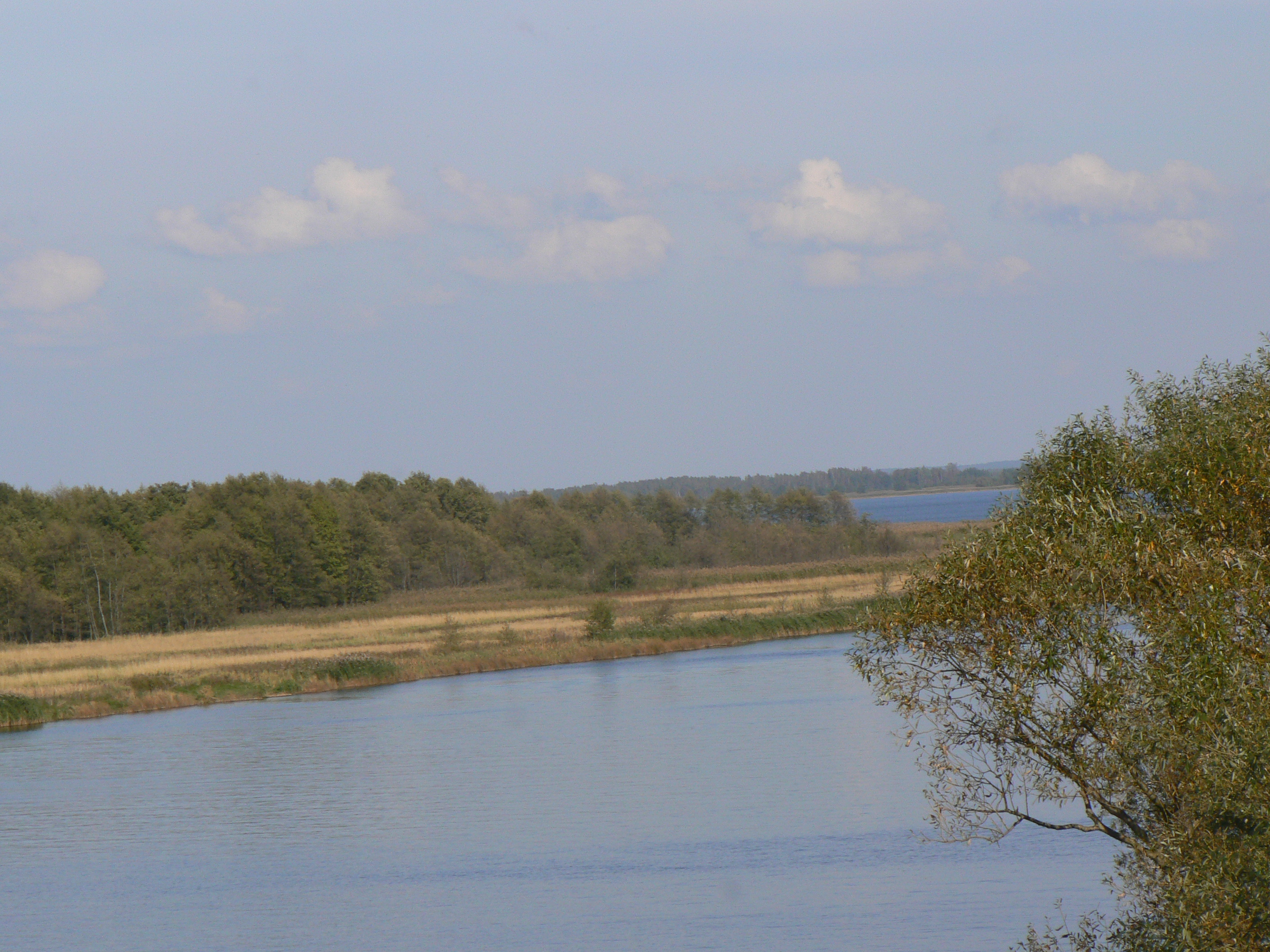
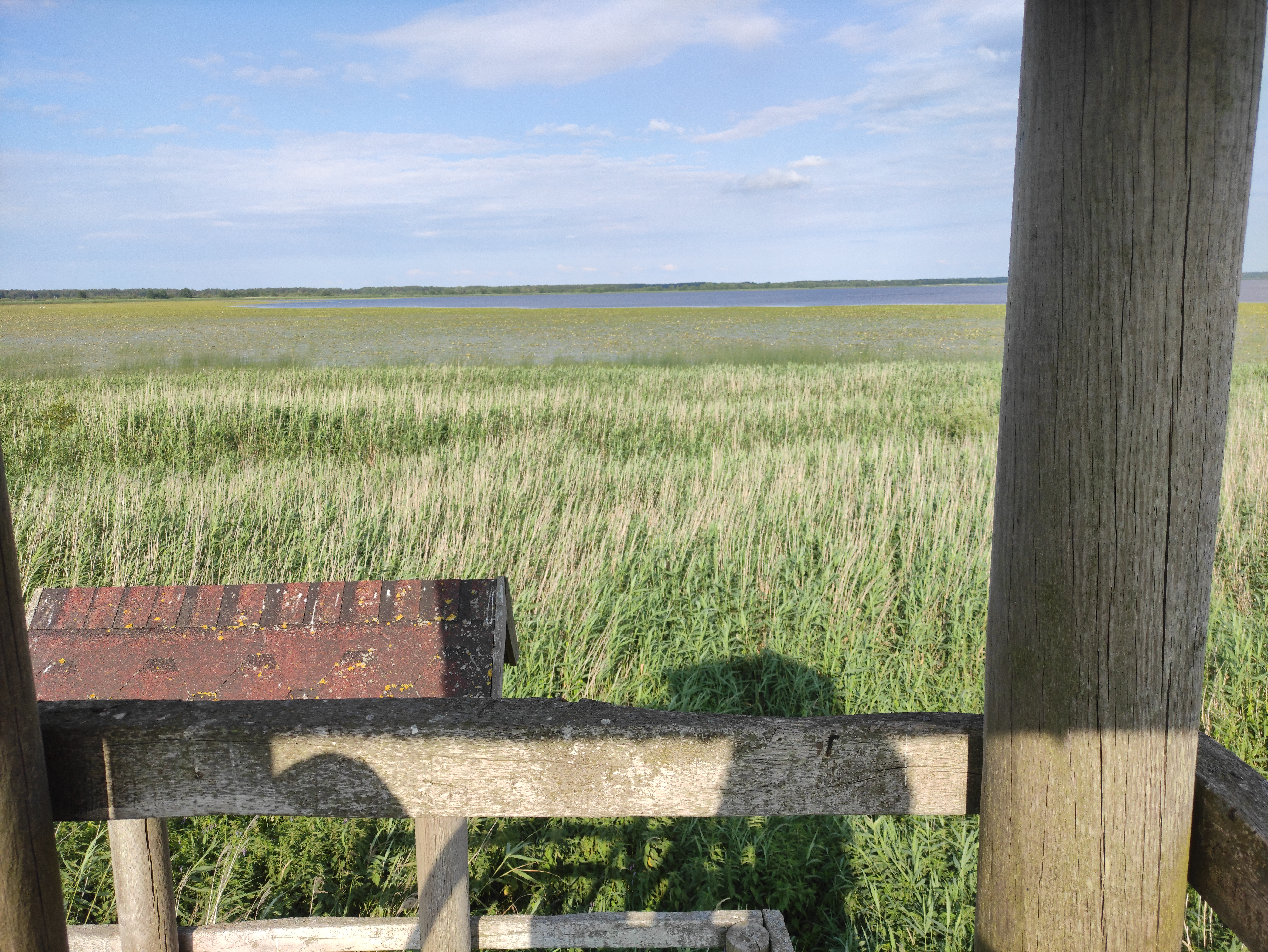

| DELTA NĚMENU Atmata Atšakėlė Aukštumala Aukštumalos protaka Bevardis Bevardė Briedžių Dumblė Kadaginis Kiemo Kniaupas Krokų Lanka Kubilių Kurský záliv Leitė Minija Naikupė Pakalnė Palankys Záliv Prūsinė Purvalankis Ragininkų Rindos šaka Záliv Rindutė Rusnaitė Rusnė (Němen) Rusnė Senoji Skirvytė Skatulė Skirvytė (Severnaja) Šakutė Záliv Šilinė Šventos Elenos Šyša Šyškrantė Tiesioji Trušių Ulmas Uostadvaris Duobelė Upaitis Vidujinė Vikis Vilkinė Vilkinės Vito Vorusnė Voryčia Vytinė Vytinės Uostas Zingelinė |